# سنجة توصيل

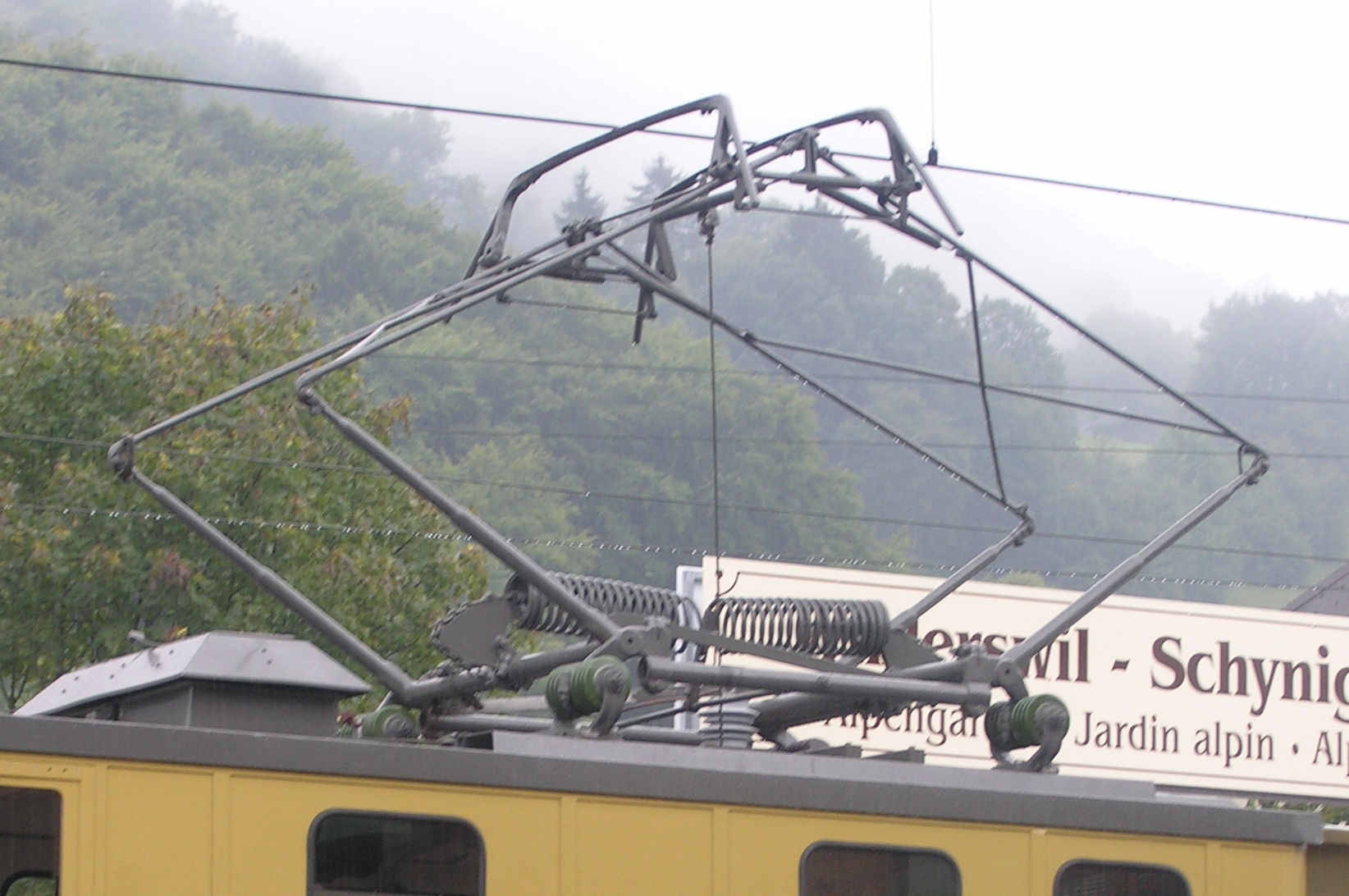
سنجة التوصيل المعينية الشكل لقاطرة سويسرية ذات عجلة مسننة سكة حديد شينيغه بلاته في شينيغه بلاته، شُيِّدَت عام 1911

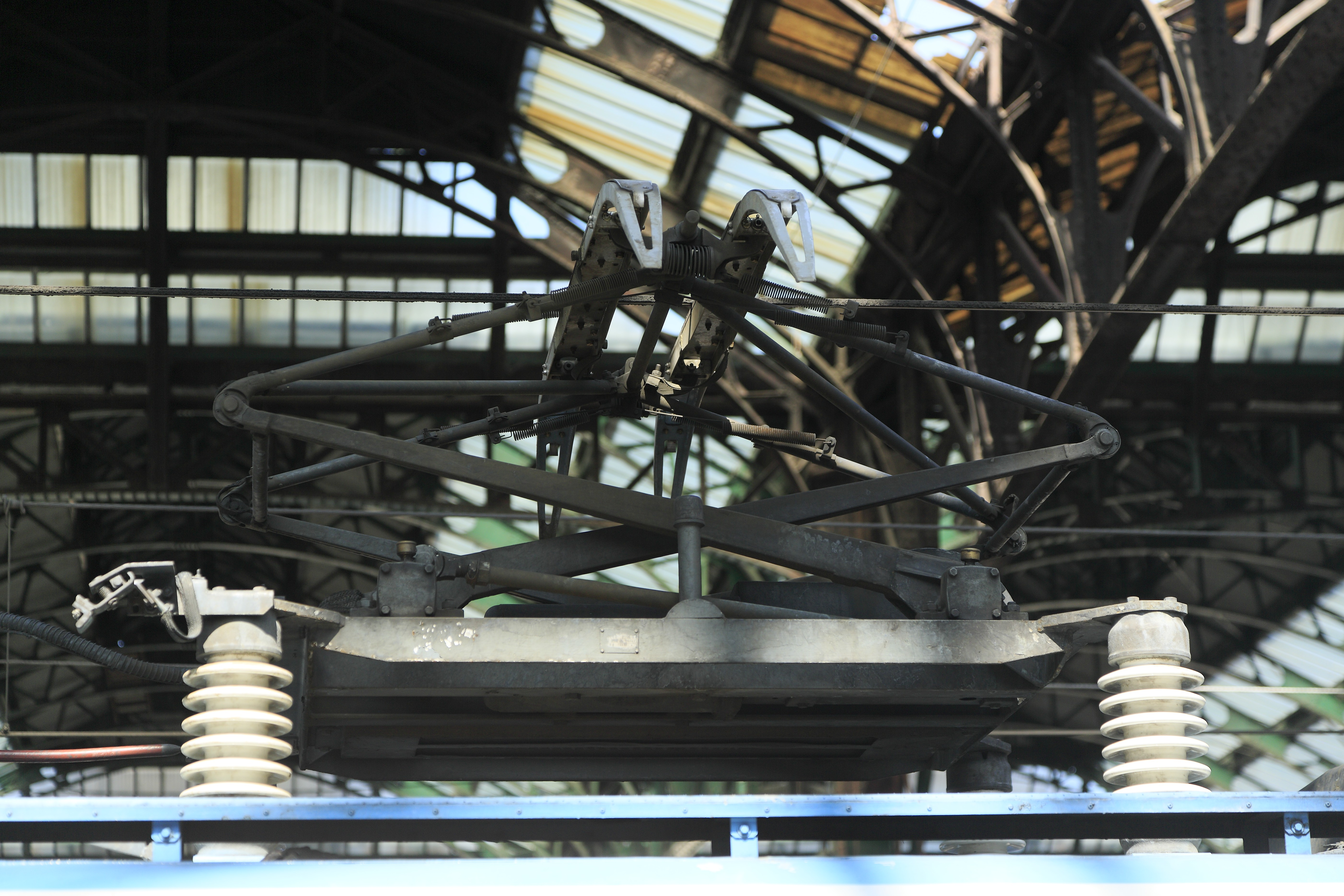
سنجة توصيل ذات ذراع مُستعرِضة لقطار توشيبا EMU (خط روكا)

سَنْجَة التوصيل أو المِيصَال (بالإنجليزية: Pantograph)‏ هو جهاز يُرَكَّب على سطح قطار كهربائي أو ترام أو حافلة كهربائية لتجميع الطاقة من خلال الالتماس بأسلاك علوية. يرجع أصل المصطلح الإنجليزي إلى تشابه بعض الأساليب مع المناسيخ الميكانيكية المستخدمة في نسخ الكتابة اليدوية والرسومات.
سنجة توصيل هي نوع شائع من مُجَمِّعَات التيار [الإنجليزية]؛ وعادةً ما تستخدم سلكًا واحدًا أو سلكين، مع مرور التيار العائد عبر قضبان سكة الحديد [الإنجليزية]. تشمل الأنواع الأخرى من مجمعات التيار المُجَمِّع القوسي [الإنجليزية] وعمود الترولي [الإنجليزية].